# 클리멘트 티미랴제프

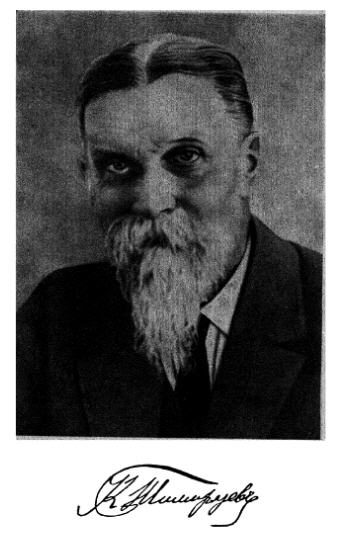
클리멘트 티미랴제프

클리멘트 티미랴제프(러시아어: Климент Аркадьевич Тимирязев, 1843년 6월 3일 ~ 1920년 4월 28일)는 러시아의 식물학자, 생리학자이다.
상트페테르부르크에서 태어났다. 1866년에 상트페테르부르크 대학을 졸업했고, 1868년 ∼ 1870년 독일 유학 중에 헬름홀츠 분젠 실험실에서 연구한 적이 있었다. 러시아 혁명 때에는, 신정부에서 활동을 많이 했다.